# Clemens von Podewils-Dürniz

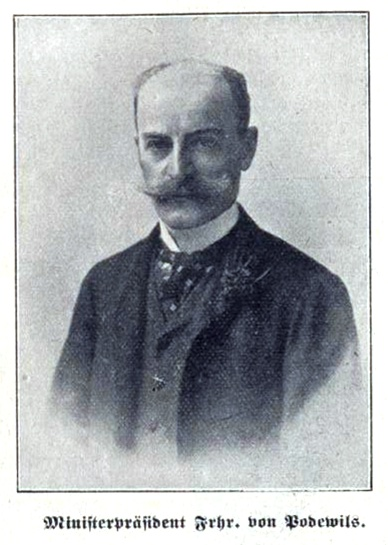
Clemens von Podewils-Dürniz

Hans Maria Clemens Franz Konstantin Freiherr von Podewils-Dürniz, ab 1911 Graf von Podewils-Dürniz (* 17. Januar 1850 in Landshut; † 14. März 1922 in München), war ein bayerischer Politiker. Unter anderen war er Außenminister und Vorsitzender des Ministerrates.

## Herkunft und frühe Jahre
Er entstammte dem ursprünglich pommerschen Adelsgeschlecht Podewils. Großvater väterlicherseits war der Oberst und Kommandant der Festung Germersheim, Franz Friedrich Jakob von Podewils (1779–1842). Seine Eltern waren der bayerische Oberst und Kämmerer Freiherr Konstantin von Podewils (1820–1887) und dessen Ehefrau Philippine, geborene von Juncker und Bigatto (1822–1900), verwitwete Freiin von Frank. Durch seine Mutter stammte er von dem Staatskanzler Franz Xaver Josef von Unertl ab.
Er studierte Jurisprudenz in München und war von 1872 bis 1875 in der juristischen Praxis in München, Weilheim und Landshut tätig. 1879/80 arbeitete er beim Bezirksamt Miesbach und der Regierung von Oberbayern und war 1880 Gesandtschaftsattache. 1881 wurde er Legationssekretär an der bayerischen Gesandtschaft in Berlin, und avancierte dort 1887 zum Legationsrat und außerordentlichen Gesandten, später zum bevollmächtigten Minister am italienischen Hof. 1896–1902 war er außerordentlicher Gesandter und bevollmächtigter Minister am österreichisch-ungarischen Hof in Wien.

## Regierung in Bayern
1902 wurde er zum bayerischen Innenminister für Kirchen- und Schulangelegenheiten ernannt. Unter der Führung von Podewils-Dürniz und mit Unterstützung Peter von Wiedenmanns geriet im Zuge der Swinemünder Depesche der Vorsitzende im Ministerrat Crailsheim bei seinen Ministern unter Druck, da sie ihm eigenmächtiges Handeln vorwarfen.
1903 übernahm in der Folge Podewils-Dürniz selbst das Amt des Vorsitzenden im Ministerrat, das in Personalunion mit dem Posten des Staatsministers des Kgl. Hauses und des Äußeren verbunden war. Podewils-Dürniz stützte sich stärker als sein Vorgänger Crailsheim auf die Gemäßigten bei Liberalen und auch beim Zentrum und suchte gleichzeitig der wachsenden Sozialdemokratie entgegenzukommen. In seine Amtszeit fielen daher ein demokratisiertes Landtagswahlgesetz (1906) und ein reformiertes Gemeindewahlrecht (1908). Er galt als „Liebling“ des Prinzregenten Luitpold, wurde aber trotzdem 1912 von Georg von Hertling abgelöst, als sein Verkehrsminister Heinrich von Frauendorfer im Zuge der Kompromisspolitik der SPD weiter entgegengekommen wollte. Die Beauftragung eines Vertreters der Mehrheitsfraktion im Landtag mit dem Amt des Regierungschefs deutete nun auf eine beginnende Parlamentarisierung Bayerns hin. Es war auch in der konstitutionellen Monarchie zunehmend schwieriger geworden, ohne sichere parlamentarische Basis zu regieren. Bei den Wahlen 1912 lagen die Liberalen mit 22 Abgeordneten nur mehr an dritter Stelle hinter dem Zentrum (84) und den Sozialdemokraten (24).
1918 vertrat Podewils Bayern bei den Friedensverhandlungen von Brest-Litowsk, und 1920/21 wirkte er als Bevollmächtigter an der Festsetzung der Grenzen in Oberschlesien und Westpreußen mit.

## Familie
Podewils heiratete am 14. April 1874 Friederike Freiin von Dürniz (1855–1923), die letzte ihres Geschlechts. Die daraus resultierende Namen- und Wappenvereinigung mit den Freiherrn von Dürniz als von Podewils-Dürniz wurde am 4. April 1878 mit bayerischem Dekret gestattet. Am 6. März 1911 wurde Clemens Freiherr von Podewils-Dürniz in den bayerischen Grafenstand gehoben. Das Paar hatte folgende Kinder:
- Hans (1875–1948) ⚭ 1901 Marie Therese von Zwehl (* 1881). Er schlug eine Offizierslaufbahn in der Bayerischen Armee ein, war Kommandeur verschiedener Kavallerieverbände während des Ersten Weltkriegs und 1920 Kommissar bei der deutsch-polnischen Grenzkommission. Er wurde 1922 als Oberst verabschiedet.
- Erdmann (* 1877) ⚭ 1904 Gertrud Smalian (* 1880). Er hatte 1904 eine Berufslaufbahn beim Auswärtigen Amt eingeschlagen und war in den 1920er Jahren als Gesandter in Kolumbien und Anfang der 1930er Jahre in gleicher Position in Luxemburg eingesetzt.[1]
- Maria (* 1883) ⚭ 1907 Karl Reisner Freiherr von Liechtenstern

Sein Enkel war der Schriftsteller Clemens Graf von Podewils-Juncker-Bigatto.

## Ehrungen
Im Jahr 1909 wurde Clemens Freiherr von Podewils-Dürniz zum Ehrenbürger der Stadt Landshut ernannt für seine Tätigkeit als Kämmerer, Staatsrat und Staatsminister.
1910 wurde ihm zu Ehren in Landshut die Kasernstraße in Podewilsstraße umbenannt.